# 24/7 (Album)
24/7 ist das neunte Musikalbum der Hamburger Band Die Sterne. Es wurde am 26. Februar 2010 durch das Label Materie Records veröffentlicht. Richard von der Schulenburg stieg vor der Fertigstellung des Albums im Jahr 2009 wegen unterschiedlicher musikalischer Vorstellungen aus der Band aus.
Die Musik unterscheidet sich erheblich von den bisherigen Veröffentlichungen der Band. Sie ist wesentlich elektronischer und zeichnet sich vor allem durch Disko-Beats aus, denen der bisherige Stil aus Funk, Soul und Rock gewichen ist.

## Titelliste
1. Life in Quiz – 4:46
2. Depressionen aus der Hölle – 3:58
3. Deine Pläne – 5:43
4. Nach fest kommt lose – 5:40
5. Wie ein Schwein – 5:33
6. Passwort – 3:07
7. Gib mir die Kraft – 4:23
8. Stadt der Reichen – 5:52
9. Convenience Shop – 5:01
10. Neblige Lichter – 6:26

Limited Edition Bonus
1. Himmel – 7:01
2. Ein Glück – 2:33

### Titelinformationen
Alle Texte wurden von Frank Spilker verfasst. Die Musik wurde von der ganzen Band und Mathias Modica geschrieben. Auch das ehemalige Bandmitglied Richard von der Schulenburg war an der Entstehung von drei Liedern beteiligt (Convenience Shop, Wie ein Schwein und Gib mir die Kraft).

## Veröffentlichungen
2009 wurde die EP Der Riss veröffentlicht, die eine Vorschau auf dieses Album darstellt, da sie ausschließlich Titel enthält, die auch auf 24/7 zu hören sind. Neben dem normalen Album wurde eine Limited Edition mit zwei Bonus-Titeln herausgebracht. Singles wurden nicht ausgekoppelt.

## Rezeption
Die musikalische Neuorientierung der Band wurde von Kritikern überwiegend positiv aufgenommen. Manuel Czauderna vom Musikmagazin Intro schrieb: „Die Hit-Dichte des 3-Song-Appetizers „Der Riss“ hatte die Erwartungen für das Album gefährlich hochgeschraubt. Und jetzt? Abermals: Hits, Hits, Hits! Zwölf am Stück. Vielleicht ihr bestes Album seit „Posen“.“ Czauderna sah 24/7 als konsequente Weiterentwicklung der Musik der Sterne.
Der gleichen Meinung war Thomas Pilgrim von Plattentests.de: „In gewisser Weise ist „24/7“ sogar weniger Verfremdung als konsequente Fortführung des gewohnten Stils mit variierten Mitteln, zumal zentrale Elemente unverändert vorhanden sind: „Wie ein Schwein“ zitiert zu Beginn mit Friday on My Mind von den Easybeats einmal mehr einen Pop-Klassiker, „Gib mir die Kraft“ tanzt einen druckvollen Spacerock-Boogie.“ Sowohl Pilgrim als auch die Leser von Plattentests.de bewerteten das Album mit 8 von 10 Punkten.
Auch Mathias Denecke von laut.de hielt das Album für geglückt: „Der neue Hör-Stoff der Sterne zeigt sich textentschlackt und mit Elektroorgeln gestreckt, und sorgt so für das optimale Verhältnis. Das neue Outfit steht den Sternen gut. Ein bisschen funkig ist sie auch, die neue Platte.“ 24/7 wurde als modern und sehr hörenswert beschrieben und erhielt 4 von 5 Punkten.

## Besetzung
Neben der Band haben sich wieder einige Gastmusiker an den Aufnahmen zum Album beteiligt.

### Band
- Frank Spilker: Gesang, Gitarre, Elektronische Orgel, Perkussion
- Thomas Wenzel: Bass, Gitarre, Keyboard, Perkussion, Ukulele, Gesang
- Christoph Leich: Schlagzeug, Perkussion

### Weitere Musiker
- Richard von der Schulenburg: Klavier, Elektronische Orgel
- Mathias „Munk“ Modica: Keyboard, Schlagzeug
- Andreas Fröhling: Schlagzeug, Perkussion
- Gregor Hennig: Perkussion
- Taco van Hettinga: Klavier
- Linn Spilker: Gesang

## Dokumentarfilm „Sterne“
Während des Entstehungsprozesses des neuen Albums hat Frank Wierke die Band ein Jahr lang begleitet und dabei einen Dokumentarfilm namens Sterne gedreht. Thematisiert werden unter anderem die musikalische Neuorientierung der Band sowie Konflikte innerhalb der Band, die dazu führten, dass Richard von der Schulenburg die Band verließ. Die Premiere des Films war am 3. November 2010 auf der Duisburger Filmwoche, am gleichen Abend wurde er auf dem Sender 3sat zum ersten Mal ausgestrahlt.